# Mattituck
Mattituck és una concentració de població designada pel cens dels Estats Units a l'estat de Nova York. Segons el cens del 2000 tenia 4.198 habitants.

## Demografia
Segons el cens del 2000, Mattituck tenia 4.198 habitants, 1.651 habitatges, i 1.231 famílies. La densitat de població era de 187,6 habitants per km².
Dels 1.651 habitatges en un 31,9% hi vivien nens de menys de 18 anys, en un 62,4% hi vivien parelles casades, en un 9,4% dones solteres, i en un 25,4% no eren unitats familiars. En el 21,8% dels habitatges hi vivien persones soles el 12,2% de les quals corresponia a persones de 65 anys o més que vivien soles. El nombre mitjà de persones vivint en cada habitatge era de 2,53 i el nombre mitjà de persones que vivien en cada família era de 2,97.
Per edats la població es repartia de la següent manera: un 23,2% tenia menys de 18 anys, un 5,6% entre 18 i 24, un 25% entre 25 i 44, un 27,1% de 45 a 60 i un 19,1% 65 anys o més.
L'edat mediana era de 42 anys. Per cada 100 dones de 18 o més anys hi havia 88,9 homes.
La renda mediana per habitatge era de 55.353 $ i la renda mediana per família de 63.370 $. Els homes tenien una renda mediana de 42.917 $ mentre que les dones 34.813 $. La renda per capita de la població era de 26.101 $. Entorn del 4,5% de les famílies i el 5,6% de la població estaven per davall del llindar de pobresa.